# Chloroclystis guttifera
Chloroclystis guttifera là một loài bướm đêm trong họ Geometridae.